# Torre Vanga
Die Torre Vanga ist ein Wehrturm in Trient, benannt nach dem Trentiner Fürstbischof Friedrich von Wangen.

## Lage
Der Turm befindet sich in der Nähe des Bahnhofs Trient in der gleichnamigen Via Torre Vanga. Er war einst Teil der Stadtmauern und lag am nordwestlichen Eckpunkt der städtischen Verteidigungsanlagen. Bis zu der in der Mitte des 19. Jahrhunderts erfolgten Begradigung der Etsch führte der Fluss direkt unter seiner Nordseite vorbei. An dieser Stelle lag auch eine der wenigen Brücken über den Fluss, die man vom Turm aus kontrollierte und der er seine strategische Bedeutung verdankte. Durch die städtebauliche Entwicklung Trients lässt sich die ehemals bedeutende Lage der Torre Vanga nicht mehr nachvollziehen. Heute liegt der Turm am äußersten Rand der Altstadt zwischen Brennerbahn, Bahnhof und vielbefahrenen Straßen.

## Geschichte
Die Torre Vanga zählt zu den interessantesten mittelalterlichen Wehrbauten Trients. Er ist Teil eines Gebäudekomplexes, dessen Ursprünge in das 12. Jahrhundert zurückreichen und der im Laufe der Zeit mehrmals erweitert und umgebaut wurde.
Den Kern des Bauwerks bildet die sogenannte Domus murata, ein festungsartiges Gebäude, dessen genaue Entstehungszeit unbekannt ist und 1210 erstmals urkundlich erwähnt wird, als es an Bischof Friedrich von Wangen zusammen mit anderen dazugehörigen Dienstgebäuden verkauft wurde.
Der Bischof hegte mit dem Kauf die Absicht, einen strategischen Punkt der Stadt unter seine Obhut zu bringen. Allerdings verlief der Kauf nicht im vollständigen Einvernehmen mit dem Verkäufer, da nach dem Tode Friedrichs 1218, die Erben des vormaligen Besitzers Ansprüche auf das Gebäude erhoben, die der neue Bischof Adalbert III. von Ravenstein öffentlich zurückweisen musste. Ravenstein vergab den ganzen Gebäudekomplex an die Brüder Friedrichs Albero II. und Bertold von Wangen als Lehen, wie aus einem notariellen Schriftstück vom 24. November 1220 hervorgeht. In diesem Dokument wurde der Turm bereits explizit erwähnt. 1264 übernahm Bischof Egno von Eppan den Bau von der Familie Wangen, zu dieser Zeit war er bereits als Domus Wangae eng mit dem Namen der Familie Wangen verknüpft.

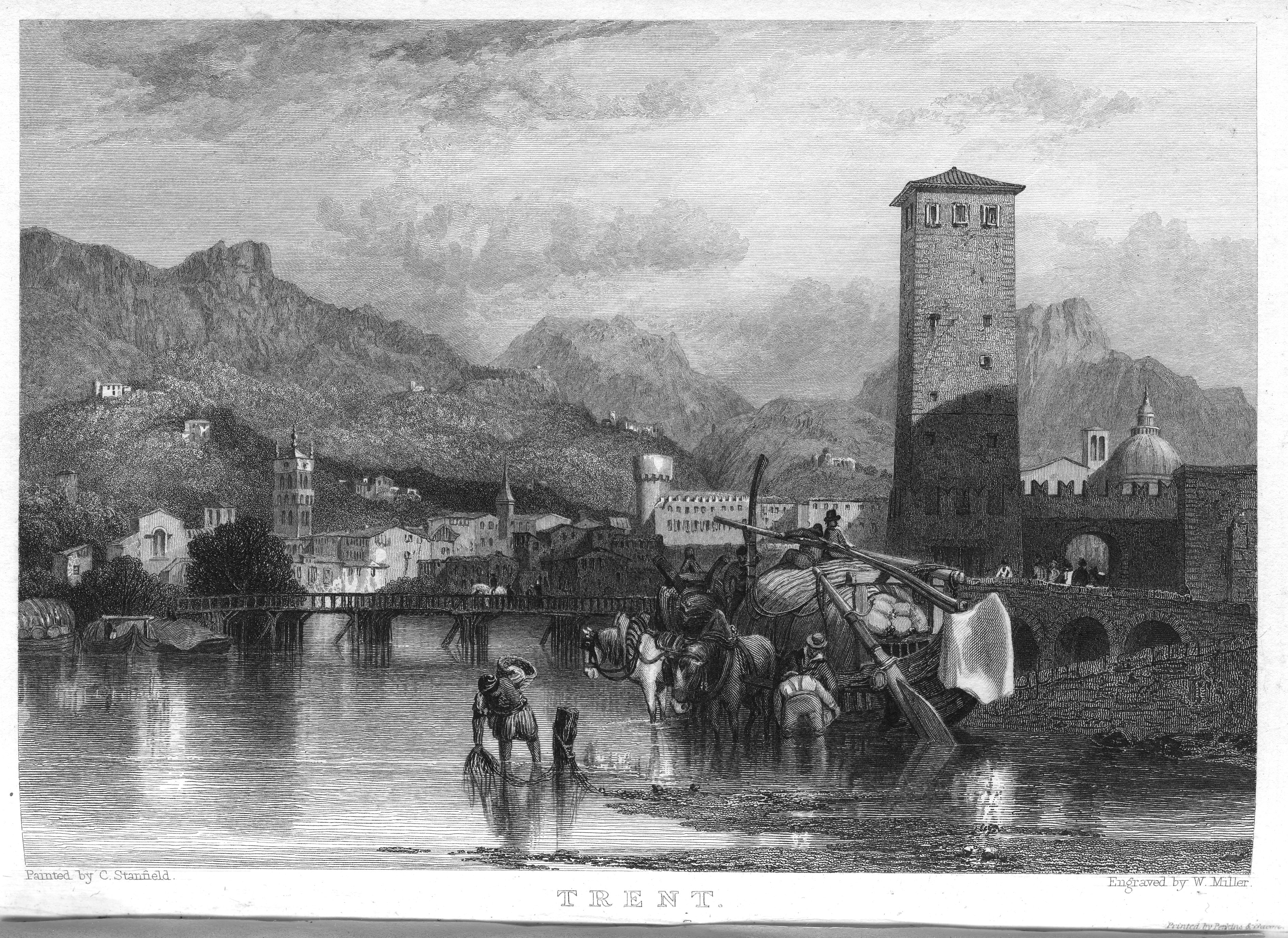
Torre Vanga in einem Kupferstich von William Miller von 1832

Abgesehen von wenigen Unterbrechungen verblieb der Turm stets unter der Kontrolle der Fürstbischöfe von Trient. Seine strategische Bedeutung zeigte sich während mehrerer Aufstände und Belagerungen, so 1347 während der Invasion des Fürstbistums durch die Truppen Herzog Ludwigs dem Brandenburger und im Oktober 1348 während dessen Auseinandersetzung mit den von Trient zu Hilfe gerufenen Carraresi.
Die Bezeichnung Torre Vanga tauchte zum ersten Mal in einem mit 20. April 1407 datierten Dokument auf, das während des unter Rodolfo Belenzani angeführten Volksaufstandes abgefast wurde. Darin musste Bischof Georg von Liechtenstein unter dem Druck von Herzog Friedrich IV. den Bürgern der Stadt und ihrem Hauptmann Belenzani die Obhut des Turmes zusammen mit Castel Stenico und Castel Selva anvertrauen, nachdem der Bischof zuvor von den Aufständischen im Turm eingesperrt worden war.
1475 fand unter der Regierungszeit von Bischof Johannes Hinderbach in der Folterkammer des Turmes der Folterprozess gegen Angehörige der jüdischen Gemeinde Trients statt, in dem ihnen der Ritualmord am sogenannten Simon von Trient vorgeworfen wurde.
Im Laufe der Zeit verlor der Turm langsam seine strategische Bedeutung. Im 18. Jahrhundert mahnte der für ihn zuständige Hauptmann seine dringende Restaurierung nach einem wiederholten Hochwasser der Etsch an. Bei einem Brand in der Mitte des 18. Jahrhunderts wurde er ebenfalls in Mitleidenschaft gezogen. Nach der mit dem Reichsdeputationshauptschluss von 1803 beschlossenen Säkularisation der Fürstbistümer, verkaufte die zwischenzeitlich in Trient zuständige bayerische Regierung den Turm 1807 an einen privaten Käufer. Doch bereits nach Ende der napoleonischen Epoche kehrte er wieder in öffentliche Hände zurück und wurde zum Stadtgefängnis umfunktioniert. Mit der Begradigung der Etsch (1849–1858), dem Bau des Bahnhofes von Trient (1855–1859) und der Aufschüttung des alten Flussbettes (1880) änderte sich auch drastisch die Umgebung des Turmes, die einst ausschlaggebend für seine Errichtung und bis dahin nur wenig von städtebaulichen Veränderungen betroffen war. Zu dieser Zeit wurde er zum ersten Mal im größeren Maße restauriert, bei diesen Arbeiten wurde auch das alte baufällige Holzdach abgetragen. 1889 wurden die Stadtmauern, die unmittelbar am Torre Vanga anschlossen, eingerissen und 1911 die Statik des Turmes verstärkt.
Nach dem Ende des Ersten Weltkrieges und dem Anschluss des Trentino an das Königreich Italien wurde er kurzzeitig von den Carabinieri als Kaserne genutzt. In den 1920er Jahren fanden die ersten Restaurierungen nach denkmalschützenden Kriterien statt und nach den im Zweiten Weltkrieg bei alliierten Luftangriffen auf Trient erlittenen Schäden wurde der Torre Vanga zwischen 1952 und 1961 umfangreich saniert und restauriert. Danach diente er als Ausstellungsfläche. 1973 übernahm das Amt für Kultur der Autonomen Provinz Trient das Gebäude und richtete dort ein Laboratorium für die Holzrestauration ein, das bis 1997 dort untergebracht war.
Nach der letzten zehnjährigen Restaurierungsphase dient der Turm seit 2007 wieder als Ausstellungsfläche für das MART und für das Amt für Denkmalschutz der Provinz.

## Beschreibung
Die Torre Vanga ist Teil eines aus mehreren Baukörpern bestehenden fast burgähnlichen Komplexes, der sich im Laufe mehrerer Jahrhunderte herausgebildet hat. Das heutige Aussehen ist das Ergebnis einer Reihe von Bau- und Restaurierungsphasen, die sich auf verschiedene Epochen verteilen.
Der zur Verteidigung errichtete Turm ist das auffälligste Teil der Anlage. Er ist 34 Meter hoch und besitzt insgesamt sieben Stockwerke. Sein rechteckiger Grundriss misst etwa 11 × 10,5 Meter. Bereits anhand der unterschiedlich verwendeten Baumaterialien des Turmschaftes, wird seine unterschiedliche baugeschichtliche Entstehung deutlich. Im unteren Teil besteht das Mauerwerk aus Werkstein und Buckelquadern, im mittleren und oberen Bereich aus Mauerziegeln. Die Wehrplattform ist mit einer Brustwehr mit Schwalbenschwanzzinnen umgeben.
Der Turm wurde mehrmals aufgestockt. Das ursprüngliche im 12. Jahrhundert errichtete Domus murata bestand lediglich aus zweieinhalb Stockwerken, wobei Teile davon heute unter dem Straßenniveau liegen, bevor es von Friedrich von Wangen 1210 erworben wurde. Dieser älteste Teil lässt sich im Großen und Ganzen anhand der weißen Kalksteine identifizieren, mit denen dieser erbaut wurde. Charakteristisch sind auch die aus dieser Zeit stammenden Koppelfenster, die insbesondere den zweistöckigen Vorbau schmücken.
Friedrich von Wangen ließ den Turm erstmals aufstocken, dabei griff man ebenso auf Ziegel zurück, wie bei den beiden nachfolgenden Aufstockungen im 14. und 15. Jahrhundert nach denen der Turm seine heutige Höhe erreichte. In der Folgezeit fanden bis zum 19. Jahrhundert weitere kleinere Veränderungen statt, insbesondere was die Fensteröffnungen und Innenräume betrifft, mit denen das Gebäude den jeweiligen Bedürfnissen angepasst wurde. So zeugen die stark vergitterten Fenster von der Nutzung des Turmes als Stadtgefängnis im 19. Jahrhundert.
Neben dem Turm gehört zu der Anlage der bereits erwähnte südliche zweistöckige, teilweise unter dem Straßenniveau liegende und mit Schwalbenschwanzzinnen geschmückte Vorbau mit dem Eingang. Der jüngste Baukörper der Anlage ist das im 19. Jahrhundert errichtete sogenannte Haus des Wächters, das direkt an die Ostseite des Turmes grenzt und im ehemaligen ummauerten Innenhof erbaut wurde. Die verbliebenen Reste des Innenhofes füllen heute den Zwischenraum zwischen dem Vorbau und dem Wächterhaus aus.

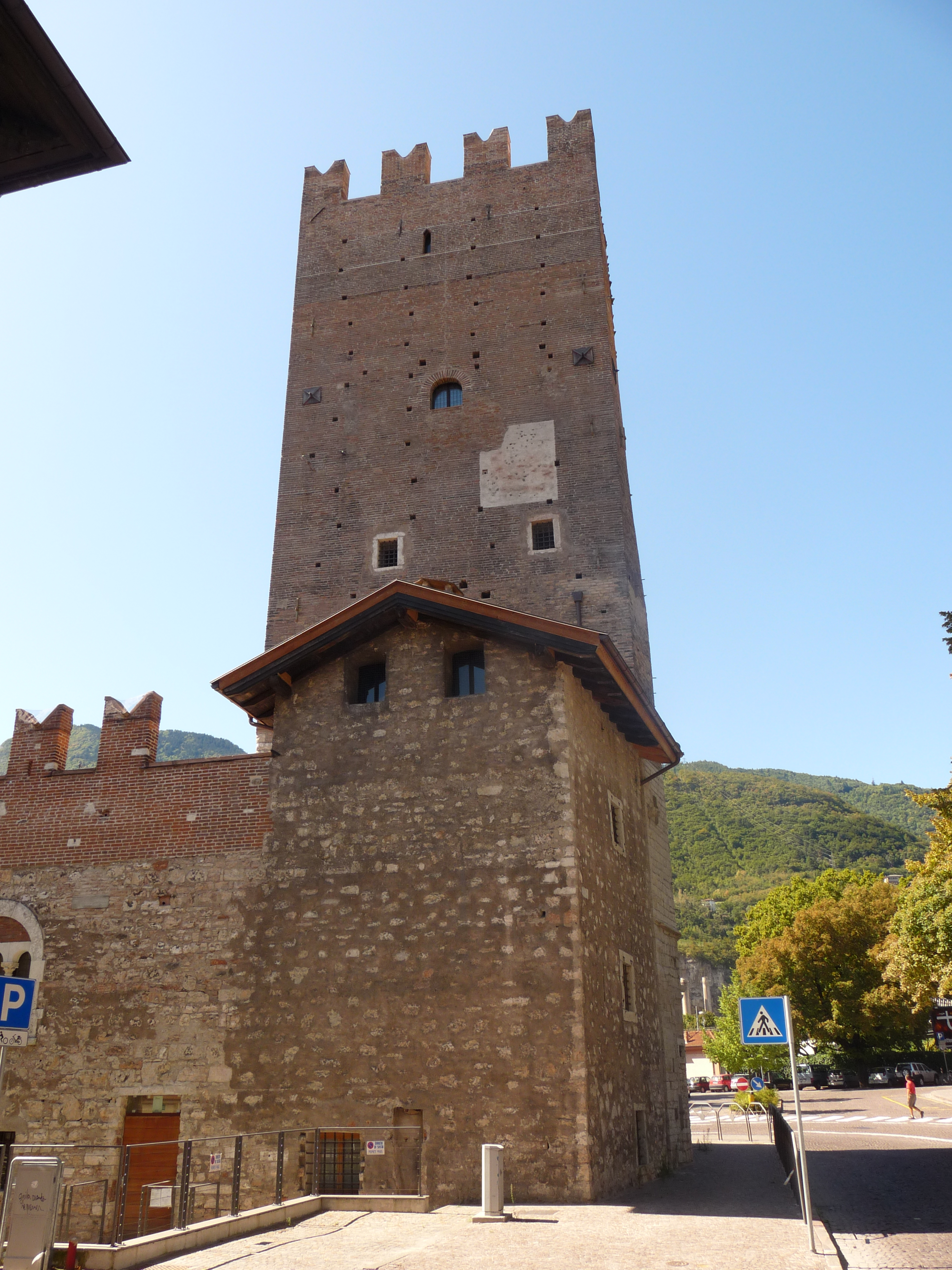
Ostseite mit dem Haus des sogenannten Turmwächters
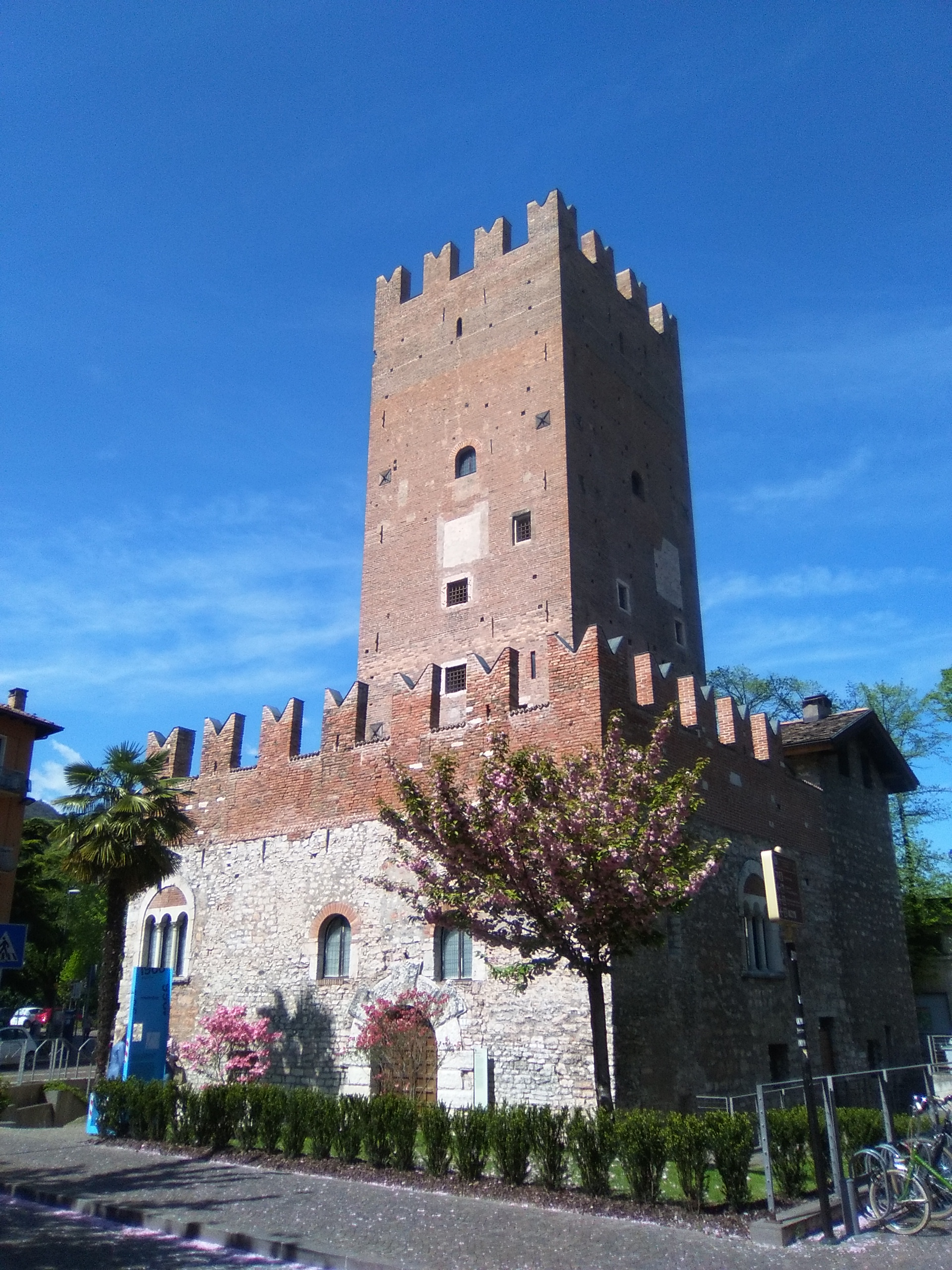
Süd- und Ostseite mit dem Vorbau und dem Eingang
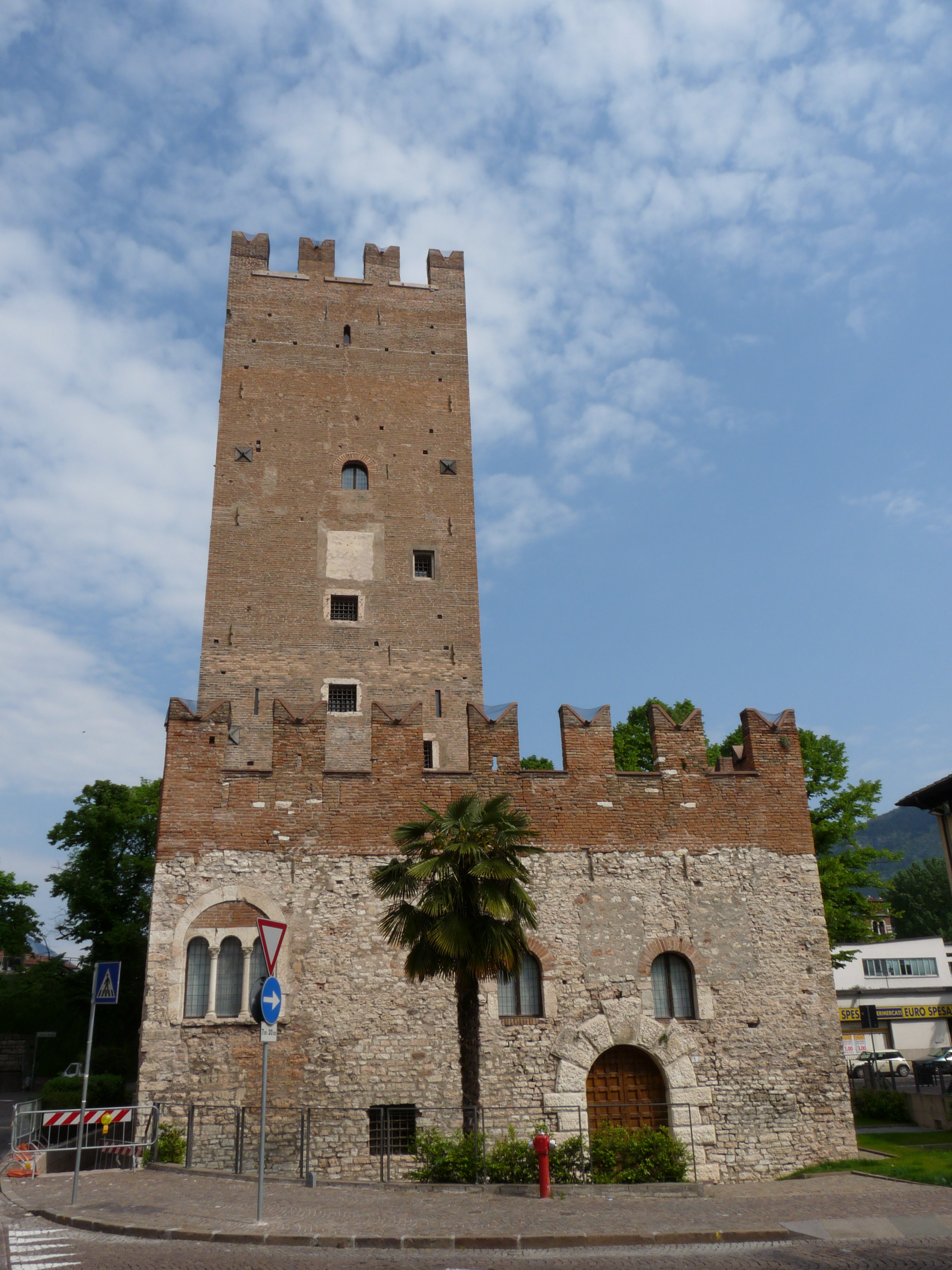
Südseite mit dem unter dem Straßenniveau liegenden Eingang
Zwischen 1859 und 1880 entstandene Aufnahme mit dem am alten Flussarm gelegenen Turm